# Championnats d'Europe de lutte 1937
Navigation
Édition précédente Édition suivante
Les Championnats d'Europe de lutte 1937 se sont tenus à Paris (France) en mai 1937 pour la lutte gréco-romaine et à Munich (Allemagne) en octobre 1937 pour la lutte libre.

## Podiums

### Hommes

#### Lutte gréco-romaine
| Catégories | Or                       | Argent                     | Bronze                    |
| ---------- | ------------------------ | -------------------------- | ------------------------- |
| 56 kg      | Väinö Perttunen (FIN)    | Egon Svensson (SWE)        | Antonín Nič (TCH)         |
| 61 kg      | Kustaa Pihlajamäki (FIN) | Heinrich Schwarzkopf (GER) | Einar Karlsson (SWE)      |
| 66 kg      | Lauri Koskela (FIN)      | Herbert Olofsson (SWE)     | Fritz Weikart (GER)       |
| 72 kg      | Fritz Schäfer (GER)      | Karel Zvonar (TCH)         | Walter Massop (NED)       |
| 79 kg      | Ivar Johansson (SWE)     | Ludwig Schweickert (GER)   | Voldemar Mägi (EST)       |
| 87 kg      | Nils Åkerlindh (SWE)     | August Neo (EST)           | Werner Seelenbinder (GER) |
| +87 kg     | Kristjan Palusalu (EST)  | John Nyman (SWE)           | Josef Klapuch (TCH)       |

#### Lutte libre
| Catégories | Or                        | Argent                   | Bronze                 |
| ---------- | ------------------------- | ------------------------ | ---------------------- |
| 56 kg      | Jakob Brendel (GER)       | Herman Tuvesson (SWE)    | Wiliam Mannula (FIN)   |
| 61 kg      | Ferenc Tóth (HUN)         | Kustaa Pihlajamäki (FIN) | Josef Polak (TCH)      |
| 66 kg      | Heinrich Nettesheim (GER) | Gösta Frändfors (SWE)    | Fritz Vordermann (SUI) |
| 72 kg      | Fritz Schäfer (GER)       | Willy Angst (SUI)        | Antti Mäki (FIN)       |
| 79 kg      | Ivar Johansson (SWE)      | János Rihetzky (HUN)     | Paul Dätwyler (SUI)    |
| 87 kg      | Axel Cadier (SWE)         | Paul Böhmer (GER)        | József Palotás (HUN)   |
| +87 kg     | Kurt Hornfischer (GER)    | Willy Lardon (SUI)       | Gyula Bóbis (HUN)      |